# Niboshi

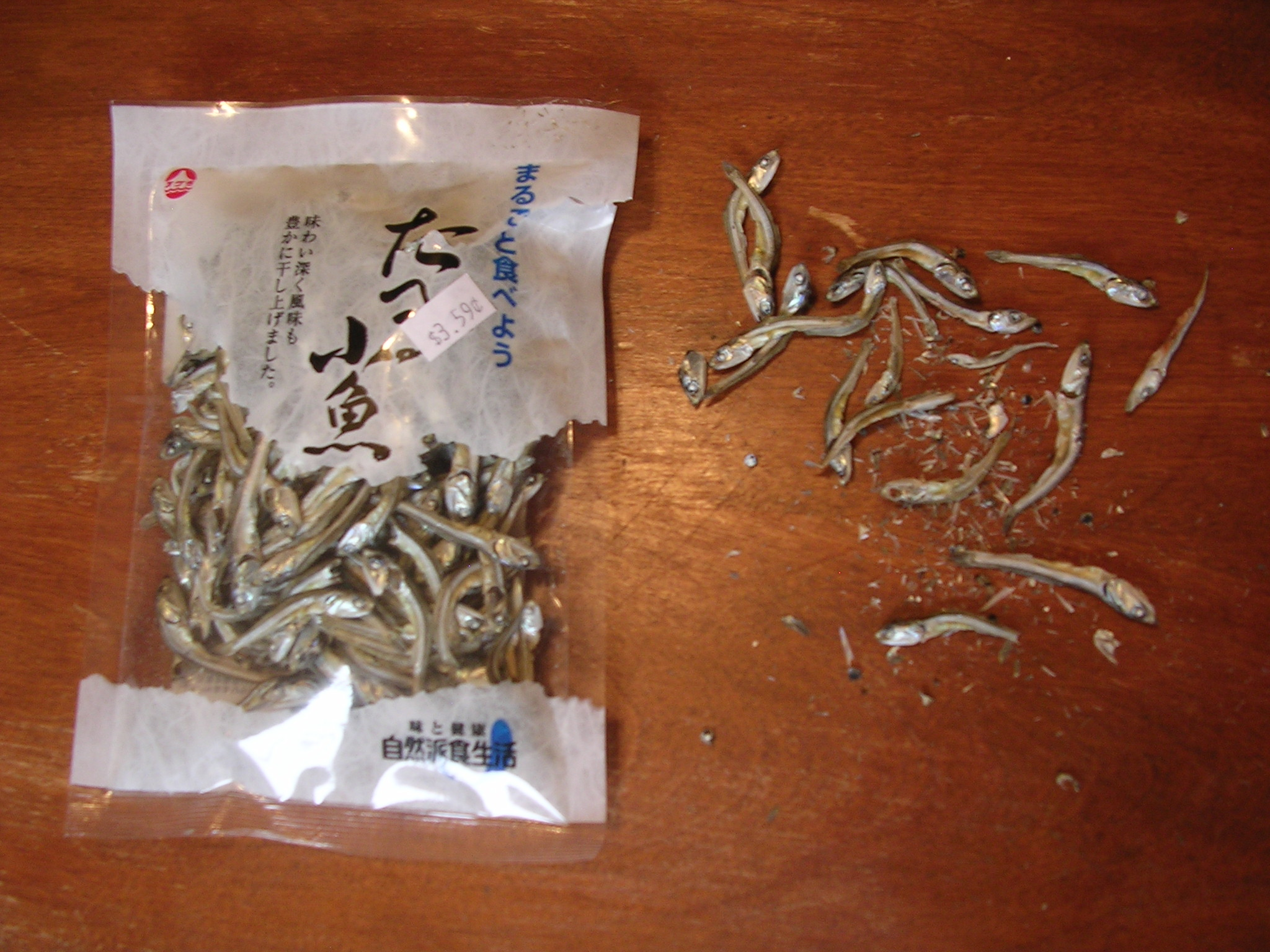
Paquete de niboshi.

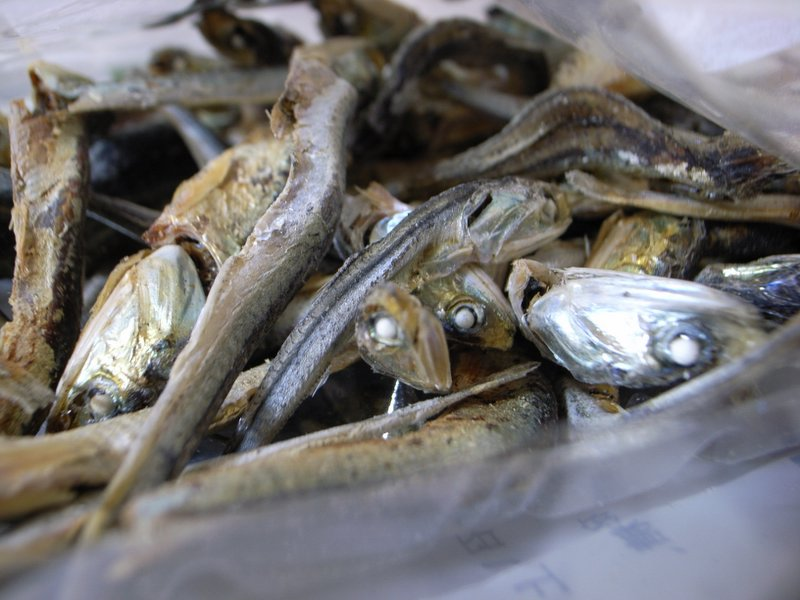
Niboshi secas.

Las niboshi (煮干し?) son pequeñas sardinas secas japoneses. Son una de las muchas variedades de pequeños pescados secos usados en aperitivos de toda Asia y como condimento para sopas y otras recetas.
En Japón, el niboshi dashi es una de las formas más comunes de dashi, especialmente popular como caldo base con el que preparar la sopa de miso. El niboshi dashi se elabora remojando niboshi en agua. Si se dejan toda la noche o se calientan hasta casi el punto de ebullición, el sabor de las sardinillas pasa al agua, obteniéndose así el popular caldo.
Las niboshi también se cocinan y se sirven como aperitivo, siendo una de las recetas simbólicas que forman el osechi japonés durante el año nuevo. El tazukuri (sardinas dulces y saladas fritas por año nuevo) se prepara friendo las sardinas secas y añadiendo entonces una mezcla de shoyu, azúcar, mirin y semillas de sésamo blanco tostadas. Las sardinas fritas coreanas suelen incluir también pequeñas cantidades de jengibre, ajo y pasta de guindilla.